# Teodor Suau i Puig
Teodor Suau i Puig (Palma, 6 de juny de 1947) és un prevere, canonge, professor i escriptor balear.
Estudià al Seminari Diocesà de Mallorca, i després d'un curs a la Universitat de Friburg de Brisgòvia, amb l'aprenentatge de la llengua alemanya, es llicencià en estudis bíblics al Pontificium Institutum Biblicum in Urbe. Fou ordenat sacerdot el 13 de juny de 1971. Durant la seva trajectòria sacerdotal, exercí com a vicari de la Parròquia de l'Encarnació de Palma (1974-1977), Consiliari Diocesà del MUEC (1976-1980), Superior (1977-1980) i Rector (1980-1990) del Seminari Major de Mallorca, Vicari de la Parròquia de Sant Miquel de Palma (1990-2005), i finalment, va començar el seu ministeri com a canonge de la Seu el 23 de desembre de 2002. Dins del Capítol, exercí els càrrecs de vicepresident i prefecte de litúrgia, a més de Director de la Residència Sacerdotal de Sant Pere i Sant Bernat. El 2017 fou nomenat Degà de la Catedral de Mallorca, substituint a Mn. Joan Bauzà Bauzà, després de set anys en el càrrec. En l'àmbit de la docència, exercí com a professor del Centre d'Estudis Teològics de Mallorca (CETEM), i també fou Director del CETEM durant diversos períodes, entre el 1990 i el 2013.

## Publicacions[4]
- Llibre de les celebracions litúrgiques de la Santa Església Catedral Basílica de Mallorca (2014)
- Catedral de la eucaristía: Miquel Barceló en la Capilla del Santísimo, amb Mercè Gambús Saiz i Llorenç Tous (2007)
- Sant Joan, l'útim profeta (2005)
- Fent camí (2004)
- Abrahán, el hombre del camino (2002)
- Abraham, l'home del camí (2002)
- La gerra ran del camí (1998)
- El cántaro junto al camino (1998)
- Mujeres en el evangelio de Marcos: de la servidumbre a la fe (1996)
- Al final, l'amor (1996)
- Més important que la meta és el camí (1994)
- Abadia de Montserrat (1994)
- Aprendre a viure (1992)
- Germana dels ulls tranquils (1991)
- La Tomba buida: segona part de l'Evangeli de Marc (1990)
- Catedral de la eucaristía: Miquel Barceló i la Capella del Santíssim, amb Mercè Gambús Saiz i Llorenç Tous (2007)